# El lobo y las siete cabritillas
El lobo y las siete cabritillas (Der Wolf und die sieben jungen Geißlein) es un cuento de hadas de los Hermanos Grimm, escritores y filólogos alemanes célebres por sus cuentos para niños.
En la colección de cuentos de los Hermanos Grimm, El lobo y las siete cabritillas (Der Wolf und die sieben jungen Geißlein) es el n.º 5. Corresponde al tipo 123 de la clasificación de Aarne-Thompson: El lobo y los niños.

## Trama
Cuando la madre sale en busca de comida para sus 7 cabritas, no sin antes advertir del gran lobo feroz. Las siete cabritas son engañadas por el lobo para entrar a la casa y se come a todos excepto a uno, que se esconde en el reloj. Cuando la madre vuelve a casa, encuentra a su hijo más pequeño que le explica lo que sucedió. La madre encuentra al lobo mientras está durmiendo y abre la panza del lobo, saca a sus hijos y los reemplaza con rocas. Cuando el lobo se despierta a tomar agua, por el peso de las rocas cae al agua y muere ahogado.